# 웨이트 트레이닝

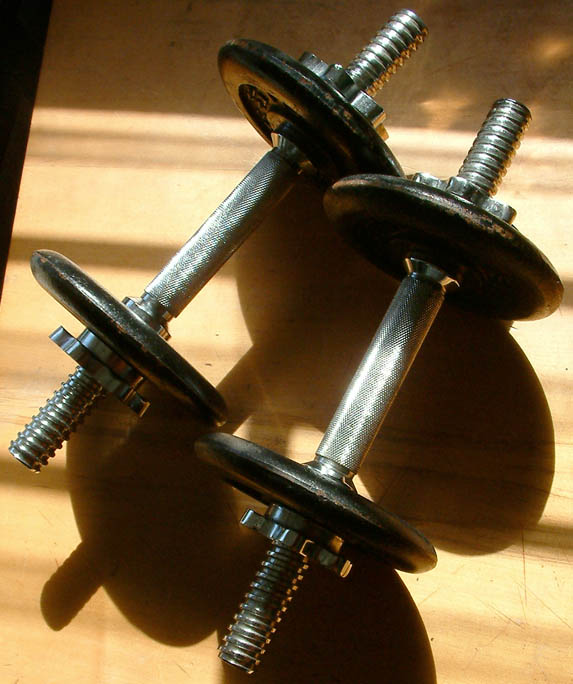
전신 운동은 조절 가능한 아령 한 쌍과 체중 디스크 세트로 수행할 수 있다.

웨이트 트레이닝(weight training)은 바벨(barbell)이나 덤벨(dumbbell) 또는 전용 트레이닝 머신을 사용하여 근력을 증가시키거나 근육량의 증가 등을 목적으로 하는 트레이닝의 총칭이다. 일상에서 접할 수 없는 무거운 중량을 통해 원하는 근육에 부위별로 과부하를 주는 것이 핵심으로, 넓은 의미로는 단백질 등 영양소의 섭취 방법과, 근육의 발달을 최대화하기 위한 보충제의 섭취 및 휴식 방법 등도 포함한다. 또한 웨이트 트레이닝은 근력을 키우고 몸의 균형을 잡는 데 도움이 되는 저항 운동의 한 형태이다. 보디빌딩과 파워리프팅처럼 근육의 크기와 힘을 증가시키는 데 집중할 수도 있고, 피트니스 목적으로 체력을 증진하고 부상을 예방하는 데 활용할 수도 있다.

## 골격근(근육)의 성질

### 움직임의 개요
- 골격근은 체중의 40%를 점유하는 거대한 기관이다.
- 기초대사 중 40%가 골격근에서 소모된다.
- 때문에 근육량이 증가하면 기초대사량이 증가해 살이 찌기 어려운 체질이 된다.
- 근육에는 속근(이후 빠른 근육) 섬유와 지근(이후 느린 근육) 섬유가 있으며 각각 특징이 있다.
- 골격근이 가지고 있는 최대 능력 중에 실제로 사용되고 있는 것은 40〜90%[2] 정도이다. 개인차가 있고 트레이닝에 의해 향상시킬 수 있다.
- 근력의 정점은 남성 30대・여성 40대이다.
- 연령에 관계 없이 발달한다..
- 스스로의 몸무게로 운동해도 발달한다(점진성 과부하의 원칙도 참조)

### 빠른 근육과 느린 근육
- 트레이닝에 의해 비대해지는 것은 빠른 근육 섬유.
- 신체 내부에는 약 400개 이상의 골격근이 존재하는데, 순간적으로 거대한 힘을 발휘하는 부분에는 빠른 근육 섬유가 쓰이며, 지구력이 필요한 행동에는 느린 근육 섬유가 많이 쓰인다(단, 개인차가 존재한다).
- 근육 섬유의 비율은 유전에 의해서 태아 때부터 결정된다.
- 통상적으로 힘을 발휘하는 곳에서는 먼저 느린 근육 섬유부터 움직이며, 자기 마음대로 발휘 가능한 최대 근력의 40% 이상의 힘을 발휘하는 곳에서는 빠른 근육 섬유도 움직인다.
- 순간적인 움직임을 취했을 때에는 근육의 출력량에 관계 없이 빠른 근육 섬유가 움직인다.
- 빠른 근육 섬유는 나이를 먹을 수록 쇠퇴하는 비율이 느린 근육 섬유보다도 크기 때문에 민첩성을 요구하는 동작일 수록 나이의 영향을 크게 받는다.

## 근육 발달의 구조와 효과
웨이트 트레이닝을 꾸준히 하면 신체적으로나 정신적으로 다양한 긍정적인 효과를 얻을 수 있다.
1. 근력 및 근육 증가: 근섬유가 단련되면서 힘이 세지고, 근육량이 늘어난다.
2. 체지방 감소: 근육량이 증가하면 기초대사량(BMR)이 올라가, 체지방을 효과적으로 줄일 수 있다.
3. 골밀도 향상: 뼈에 가해지는 부담이 증가하면서 골밀도가 강화되어 골다공증 예방에 도움을 준다.
4. 부상 예방 및 재활 효과: 근력과 관절의 안정성이 향상되면서 부상을 예방하고, 재활 과정에서도 활용된다.
5. 정신 건강 개선: 운동을 하면 엔도르핀이 분비되어 스트레스 해소와 우울증 예방에 효과가 있다.

## 웨이트 트레이닝의 원칙

### 점진적 과부하의 원칙
10kg의 덤벨을 연속으로 최대 10회 들었다 내릴 수 있는 사람이, 12kg의 덤벨로 무게를 올려 계속해서 트레이닝을 하다보면, 예전 10kg 짜리를 10회보다 더 많은 횟수를 올렸다 내릴 수 있게 된다. 또한 근육량과 근력을 계속 발달시키기 위해서는 일정 기간마다 운동 무게를 점진적으로 증가시킬 필요가 있다.

### 계속성의 원칙
트레이닝은 계속하지 않으면 효과가 없다. 트레이닝을 관두면 근육은 차례로 쇠퇴해버린다. 기본적으로는 근육이 붙는 것과 비슷한 페이스로 근육이 쇠퇴한다고 보고 있다. 단, 몇 년에 걸쳐 오랫동안 트레이닝을 계속한 경우는 그렇지 않을 수도 있다.

### 특이성의 원칙
근육은 그 움직임의 속도와 움직이는 각도, 힘을 발휘하는 방법 등, 실제 트레이닝을 했던 방법에 맞춰서 서로 다르게 성장한다.

### 개별성의 원칙
각각의 사람들의 개성에 따라 어떤 사람에게는 효과가 있는 트레이닝 방법이 다른 사람에게는 효과가 없을 수 있다. 그렇기에 개인에게 맞는 트레이닝 프로그램을 선택하는 것이 필요하다.

### 의식성의 원칙
트레이닝 효과를 더 높이기 위해서는 근육을 어떤 식으로 움직이고 싶은 것인지를 머리 속으로 이미지 트레이닝하는 것도 중요하다.
웨이트 트레이닝은 기본적으로 과부하의 원리, 점진적 과부하의 원리, 특이성의 원리 등을 따른다.
1. 과부하의 원리: 근육이 성장하려면 평소보다 더 큰 저항을 가해야 한다. 즉, 적당한 무게와 강도로 운동해야 한다.
2. 점진적 과부하의 원리: 시간이 지남에 따라 점진적으로 무게나 운동 강도를 높여야 근력이 지속적으로 향상된다.
3. 특이성의 원리: 특정 근육을 단련하려면 해당 근육을 직접적으로 자극하는 운동을 수행해야 한다. 예를 들어, 스쿼트는 하체 근육을, 벤치 프레스는 가슴 근육을 발달시키는 데 효과적이다.

### 근육의 기억력
예를 들면, 원래 50kg밖에 벤치 프레스를 할 수 없었던 사람이 100kg 벤치 프레스를 할 수 있게 되기 위해서는 보통 몇 년간의 트레이닝이 필요하다. 그러나 일단 100kg 벤치 프레스가 가능하도록 단련한 사람일 경우, 피치 못할 사정으로 트레이닝을 계속할 수 없게 되어 근육이 쇠퇴해 50kg 밖에 못들게 되었을 때, 거기서 다시 100kg 벤치 프레스를 들기 위해 근육을 회복시키는 기간은 처음 100kg까지 단련하는데 걸렸던 시간보다 훨씬 단축된다. 즉 한 번 했던 사람은 더 빨리 최적의 상태로 돌아갈 수 있다. 대개 2-3 개월 트레이닝만으로 원래 최대 근육량에 가까운 힘을 되찾을 수 있게 된다..

## 웨이트 트레이닝 테크닉

### 포스드 랩 기법
마지막 세트에서 실시한다. 마지막 세트를 한계까지 밀어붙인 뒤에 쉬는 시간 없이 1-2회를 추가로 드는데, 이때 무게를 더 늘린 상태로 주변에 보조자의 힘을 빌려 들어 올린 뒤, 내릴 때는 스스로의 힘만으로 내린다. 보조자는 훈련자가 무게를 추가한 상태에서도 들어 올릴 수 있도록 최소한의 힘만으로 보조해준다. 보조자가 도와주는 타이밍이 중요한데, 이를 위해 서로 신호를 정해두는 것도 좋다. 벤트 오버 로잉(bent over rowing)이나 데드리프트등 보조하기 힘든 종목에는 적용하지 않는다. 그런 종목에는 다른 테크닉을 사용하도록 한다.

### 파셜 랩 기법
마지막 세트에서 실시한다. 마지막 세트 전까지 운동하다가 마지막 세트에서 몸이 제대로된 동작을 취할 수 없을 정도가 될 때까지 운동한 후 쉬는 시간을 넣지 않고 몸이 움직일 수 있는 범위만을 움직여 수회 더 운동한다. 예를 들면 사이드 레이즈(side raise)의 경우, 무게를 들어올리지 못할 정도로 최후의 순간에 몸의 움직임을 3분의 1, 혹은 2분의 1 등으로 줄여 몇 회 추가로 더 들어 움직이는 것을 뜻한다. 이때 추가로 움직일 수 있는 범위란 힘에 부쳐 점점 작아지게 될 것이며, 결국에는 도저히 움직일 수 없게 될 것이다. 또한 벤치 프레스 등에서 팔을 뻗을 수 없을 정도까지 운동한 후에 스티킹 포인트(동작에서 가장 힘들 때) 부근을 반복하는 방법도 있다.

### 레스트 포즈 기법
마지막 세트에서 실시한다. 평소처럼 세트를 운동한 후 마지막 세트를 한계까지 간 후에 일단 웨이트(아령 등)를 내려놓고, 5-6초간 혹은 10초간 휴식을 취하고 곧바로 가능한 몇 회를 더 한다.

### 디센딩 세트 기법
마지막 세트에서 실시한다. 통상적인 세트를 한계까지 간 후에 휴식시간을 넣지 않고 60-70% 정도의 무게로 한계까지 실시한다.

### 근우선 기법
특별히 발달시키고 싶은 부위부터 트레이닝하는 기법. 제일 처음 그 부위부터 단련하기에 전혀 피곤함이 없는 상쾌한 상태에서 단련하게 됨으로 힘을 발휘하기 쉽고 효과가 상승하기 쉽다.

## 같이 보기
- 근력 트레이닝
- 근비대
- 고강도 훈련
- 무산소 운동
- 인터벌 트레이닝
- 파워리프팅
- 호흡

### 운동 종류
- 데드리프트
- 벤치프레스
- 벤트오버로우
- 복근운동
- 스쿼트
- 스탠딩컬
- 턱걸이(풀업)